# Élections législatives de 1986 en Savoie
Les élections législatives françaises de 1986 ont lieu le 16 mars 1986. Dans le département de la Savoie, trois députés sont à élire dans le cadre d'un scrutin proportionnel par liste départementale à un seul tour.

## Élus
| Député élu      |  | Parti    |
| --------------- |  | -------- |
| Michel Barnier  |  | RPR      |
| Gratien Ferrari |  | UDF (PR) |
| Louis Besson    |  | PS       |

## Résultats

### Résultats à l'échelle du département
| Tête de liste Étiquette politique (partis et alliances) | Tête de liste Étiquette politique (partis et alliances)                         | Tour unique | Tour unique | Sièges |
| Tête de liste Étiquette politique (partis et alliances) | Tête de liste Étiquette politique (partis et alliances)                         | Voix        | %           | Sièges |
| ------------------------------------------------------- | ------------------------------------------------------------------------------- | ----------- | ----------- | ------ |
|                                                         | Michel Barnier Rassemblement pour la République (UDF)                           | 83 810      | 50,16       | 2      |
|                                                         | Louis Besson Parti socialiste (MRG)                                             | 55 098      | 32,98       | 1      |
|                                                         | Christian Vellieux Front national                                               | 13 913      | 8,33        | 0      |
|                                                         | Alain Bouvier Parti communiste français                                         | 13 015      | 7,79        | 0      |
|                                                         | Renée Laurent-Maurice Extrême gauche (Mouvement pour un parti des travailleurs) | 1 230       | 0,73        | 0      |
|                                                         |                                                                                 |             |             |        |
| Inscrits                                                | Inscrits                                                                        | 225 827     | 100,00      | 3      |
| Abstentions                                             | Abstentions                                                                     | 53 252      | 23,58       |        |
| Votants                                                 | Votants                                                                         | 172 575     | 76,42       |        |
| Blancs et nuls                                          | Blancs et nuls                                                                  | 5 509       | 3,19        |        |
| Exprimés                                                | Exprimés                                                                        | 167 066     | 96,81       |        |

### Listes complètes en présence
| Liste Étiquette politique (partis et alliances) | Liste Étiquette politique (partis et alliances)                                                    | Candidats (et remplaçants éventuels) |
| ----------------------------------------------- | -------------------------------------------------------------------------------------------------- | --- |
|                                                 | Liste d'union pour la Savoie Rassemblement pour la République - Union pour la démocratie française | 1. Michel Barnier (RPR) 2. Gratien Ferrari (UDF-PR) 3. François Peillex (RPR) ————————————4. Suzanne Jacon (UDF) 5. Jean-Pierre Vial (RPR) |
|                                                 | Liste d'union savoyarde pour une majorité de progrès Parti socialiste - Divers gauche              | 1. Louis Besson (PS) 2. Roland Merloz 3. Robert Collombier ————————————4. Anne-Marie Thonet 5. Jean-Paul Calloud                           |
|                                                 | Rassemblement national Front national                                                              | 1. Christian Vellieux 2. Maurice Martinet 3. René Bozon-Vialle ————————————4. Ginette Duverdier 5. André Fricaud                           |
|                                                 | Liste présentée par le Parti communiste français Parti communiste français                         | 1. Alain Bouvier 2. Jean-Claude Benoit 3. Christine Renfro ————————————4. Frédéric Fadif 5. Catherine Tonello                              |
|                                                 | Liste du Mouvement pour un parti des travailleurs Savoie Mouvement pour un parti des travailleurs  | 1. Renée Laurent-Maurice 2. Gérald Givone 3. Jocelyne Arnoux ————————————4. Catherine Salvetti 5. René Revol                               |